# Smith & Wesson Bodyguard

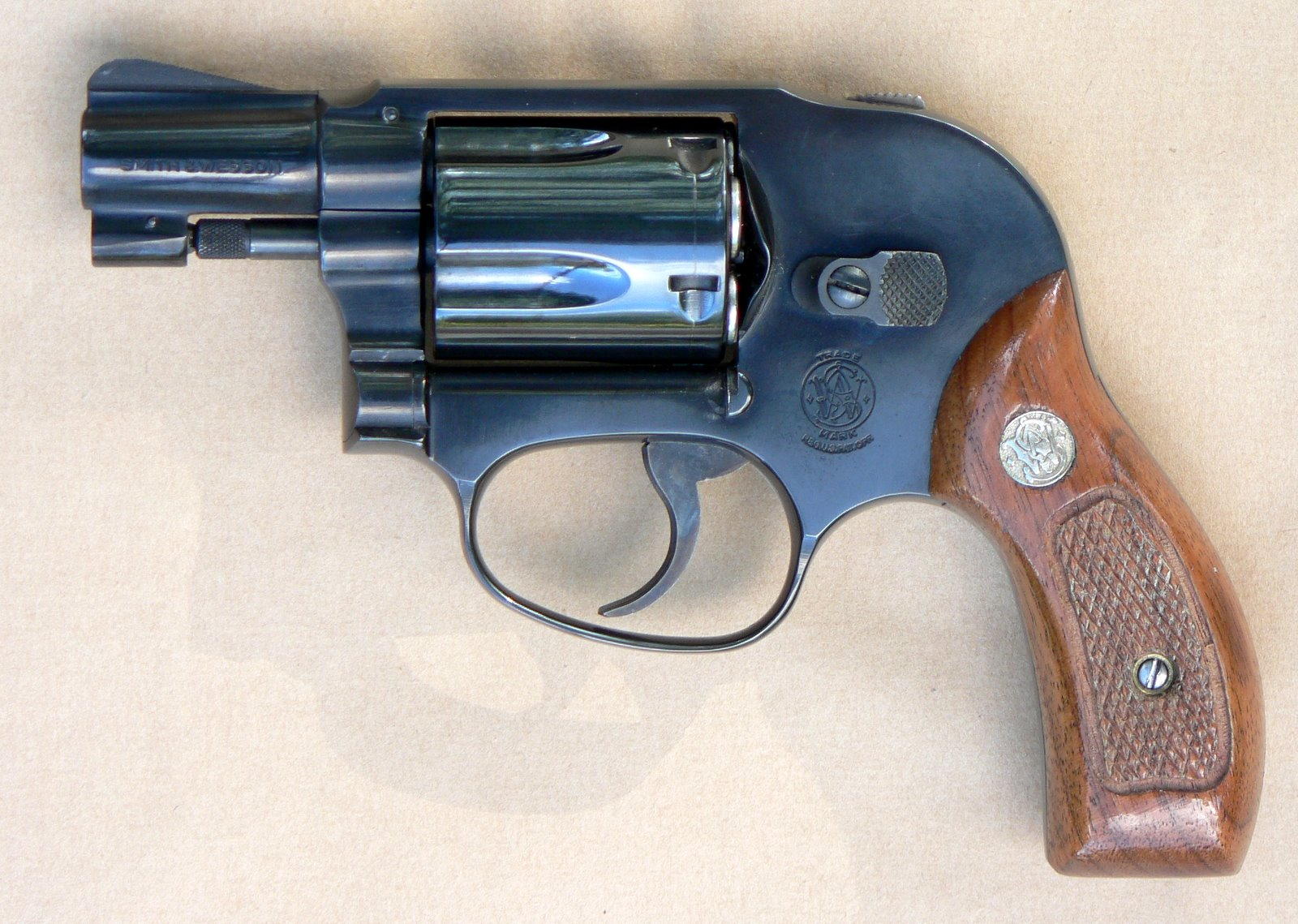
Smith & Wesson Bodyguard .38 Special

Smith & Wesson Bodyguard родина невеликих револьверів на рамці J з прихованими курками виробництва Smith & Wesson. Їх випускають під набої .38 Special або .357 Magnum.

## Моделі

### Модель 38
Модель 38 має алюмінієву рамку, зі стволом та барабаном на п'ять зарядів з вуглецевої сталі, під набій .38 Special.

### Модель 49
Модель 49 зроблена повністю з вуглецевої сталі під набій .38 Special.

### Модель 638
Модель 638 з алюмінієвою рамкою та стволом і барабаном нержавіючої сталі. Калібр .38 Special.

### Модель 649
Модель 649 - револьвер з нержавіючої сталі. Калібри .357 Magnum або .38 Special.

### M&P Bodyguard 38
Револьвер M&P Bodyguard 38 представлений у 2014, остання версія револьвера Smith & Wesson, який розроблено за концепцією Bodyguard. Це револьвер з полімерною рамкою під набій .38 Special. Револьвер доступний лише з лазерним цілевказівником Crimson Trace, який вмонтовано в руків'я. Як і попередні моделі Bodyguard, він має п'ятизарядний барабан, прихований курок, але, на відміну від попередніх моделей, курок не можна звести вручну. УСМ відрізняється від будь-яких інших револьверів Smith & Wesson, а тому модель не має взаємозамінних частин з серією J. . В 2018 S&W представили нову версію револьвера Bodyguard який не мав вмонтованого цілевказівника. Револьвер дуже схожий на моделі Centennial.

## Використання
Клайд Толсон, заступник директора ФБР Дж. Едгара Гувера, мав Модель 38 Airweight, серійний номер 512236, з нанесеним на боку його ім'ям.
Нгуена Нгок Лоана, директора національної поліції Південного В'єтнаму, сфотографували з револьвером Модель 38 Bodyguard під час страти полоненого в'єтконгівця Нгуена Ван Ло під час Тетського наступу в 1968. Знімок, який приніс Едді Адамсу пулітцерівську премію, збільшив публічну антипатію до В'єтнамської війни.
Берні Гец використовував револьвер Модель 38 в 1984 під час стрілянини в нью-йоркській підземці.